# Vasiliki (Lefkada)
Vasiliki  este un oraș în Grecia în prefectura Lefkada.